# كايتلين أوريليا سميث
كايتلين أوريليا سميث (بالإنجليزية: Kaitlyn Aurelia Smith)‏ هي ملحنة ومنتجة أسطوانات أمريكية، ولدت في 1987 في Orcas Island ‏ في الولايات المتحدة.

## وصلات خارجية
- الموقع الرسمي
- كايتلين أوريليا سميث على موقع IMDb (الإنجليزية)
- كايتلين أوريليا سميث على موقع ميوزك برينز (الإنجليزية)
- كايتلين أوريليا سميث على موقع ديسكوغز (الإنجليزية)